# Муллажонов, Файзулла Максуджонович
Мулладжанов Файзулла Максуджанович (узб. Mullajonov Fayzulla Maqsudjonovich; 02.01.1950, Сырдарьинская область, Узбекская ССР — 23 мая 2017 года, Ташкент, Узбекистан) — председатель Правления Центрального банка Республики Узбекистан в 1991—2017 годах.

## Биография
- Родился в 1948 году, по документам — 2 января 1950 года в Сырдарьинской области.
- В 1971 году окончил Ташкентский институт народного хозяйства (ныне Ташкентский государственный экономический университет) по специальности экономист.
- Трудовую деятельность начал в должности кредитного инспектора Сырдарьинского областного отделения государственного банка. В последующем работал на различных ответственных должностях в банковской сфере.
- В 1991 — мае 2017 — Председатель правления Центрального Банка Республики Узбекистан, одновременно — председатель Республиканской комиссии по денежно-кредитной политике и представитель-управляющий МВФ от Узбекистана.

Умер 23 мая 2017 года в результате продолжительной болезни (отказ работы почек).

## Награды
Присвоено почетное звание «Заслуженный экономист Республики Узбекистан», награжден орденами «Мехнат шухрати» и «Фидокорона хизматлари учун».

## Семья
- Младший брат — председатель Сырдарьинского областного суда по гражданским делам[3].
- Сын — Абдумаджид, полковник милиции, в 2019-2021 годах был главой администрации (хоким) Алмазарского района г. Ташкента. Скончался 19 июля 2021 года.
- Сын — Абдукаххар, советник юстиции, с 2018 года — начальник управления в Генпрокуратуре Республики Узбекистан[4].